# Wladimir Michailowitsch Wolkonski

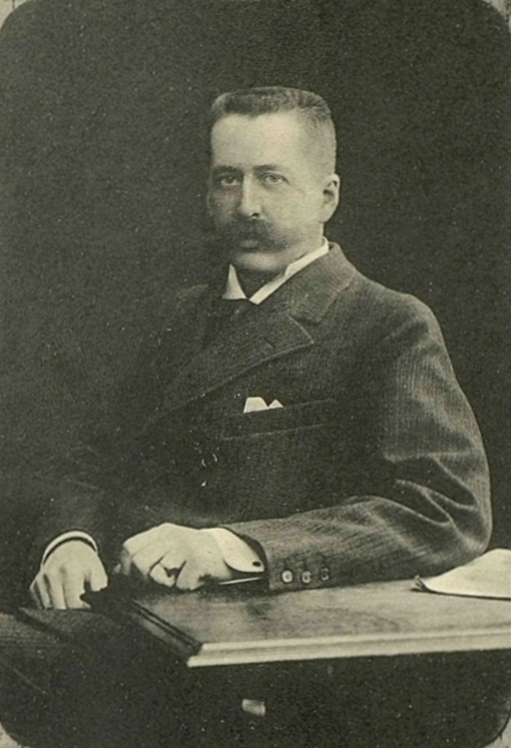
Fürst Wladimir Michailowitsch Wolkonski

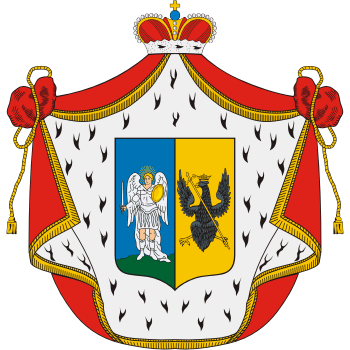
Wappen der Fürsten Wolkonski

Wladimir Michailowitsch Wolkonski (russisch Владимир Михайлович Волконский; * 17. September 1868; † 23. März 1953 in Nizza) war ein russischer Fürst, russischer Innenminister, Vorsitzender in der III. und IV.  Staatsduma und Monarchist.

## Leben
Seine Schulausbildung erhielt er in Form eines Hausunterrichts, er ging ab 1891 auf die Kavallerieschule in Twer und wechselte danach im Rang eines Kornetts in das kaiserliche Leib-Dragoner-Regiment. Im Februar 1892 verließ er den aktiven Militärdienst, ließ sich im russischen Bezirk Schazk nieder und wurde Angehöriger der Kavalleriereserve. Im September 1892 wurde er zum Dienst in das Innenministerium berufen und im Dezember 1892 zum Gouverneur des Gouvernements Tambow ernannt. Weitere Ernennungen waren 1898 Kammerjunker, 1907 Kammerherr, 1909 Jägermeister und 1912 Staatsrat. Während seines Aufenthaltes in Schazk wurde er 1894 zum Abgeordneten und Sprecher von Schazk gewählt, 1902–1904 und 1907–1916 zum Ehrenrichter berufen, 1897–1915 zum Adelshauptmann von Schazk gewählt, Vorsitzender des Kuratoriums des Gymnasiums Schazk gewählt und letztlich 1904 zum Ehrenbürger von Schazk ernannt.
1905 trat er dem Bund des russischen Volkes bei, obwohl er sich nicht aktiv an deren Aktivitäten beteiligte. Darüber hinaus wurde er im Mai 1906 zum Delegierten der Tambower Adligen und zum Mitglied des Ständigen Rates des Vereinigten Adels (1906–1910) gewählt. 1907 wählte man ihn für das Gouvernement Tambow zum Mitglied der III. Staatsduma, in der er in der gemäßigten rechten Fraktion saß, später wechselte er zur russischen Nationalfraktion. Zur gleichen Zeit wurden auch seine Verwandten Wladimir Wiktorowitsch Wolkonski (1866–1914), Nikolai Sergejewitsch Wolkonski (1848–1910) und Sergei Sergejewitsch Wolkonski (1856–1916) in die Staatsduma gewählt. Am 5. November 1907 wurde er zum Vorsitzenden der III. Staatsduma gewählt, er führte die Sitzungen mit harter Hand und drang auf schnelle Abstimmungsergebnisse. Sein Führungsstil führte zu Konflikten mit den anderen Parteien, wobei sich die Linken deutlich artikulierten. Er unterbrach mitunter die Reden der Dumamitglieder und begann diese zu disziplinieren. 1912 wurde er erneut in die IV. Staatsduma gewählt, erklärte sich jedoch als parteilos und wurde als Dumavorsitzender wiedergewählt. Am 15. November 1913 trat er von seinem Amt zurück und wurde Mitglied im Obersten Rat für die Fürsorge von verletzten und gefallenen Soldaten sowie deren Familienmitglieder. Am 14. Juli 1915 wurde er zum Innenminister ernannt, im Dezember 1916 trat er aus Protest gegen die von Protopopow verfolgte Politik zurück. Im Januar 1917 wurde er zum Oberhauptmann der Petrograder Ritterschaft gewählt.
Nach der Oktoberrevolution von 1917 schloss sich Wolkonski der Weißen Bewegung an und arbeitete in verschiedenen Ausschüssen für die Organisation der zivilen Einheit. Er unterstützte den in der Weißen Armee agierenden General Nikolai Nikolajewitsch Judenitsch. Als dessen Angriff auf Petrograd scheiterte wanderte Wolkonski 1921 nach Deutschland aus, schloss sich dem monarchischen Kongress in Bad Reichenhall und war einer der Führer der Monarchistischen Union in Berlin. Zwischen 1923/24 zog er nach Frankreich lebte erst in Paris und danach in Südfrankreich. In Menton wurde er 1927 Mitglied des Rates der Bruderschaft von St. Anastasia. Ab 1930 war er Leiter der Russische All-Militärische Union.

## Auszeichnungen
- 1907 Orden des Heiligen Wladimir, 3. Klasse
- 1906 Orden des Heiligen Wladimir, 4. Klasse
- 1905 Orden der Heiligen Anna, 2. Klasse
- 1901 Orden des Heiligen Stanislaus, 2. Klasse

## Herkunft und Familie
Knes Wladimir Michailowitsch Wolkonski stammte aus der uradeligen Rurikidenfamilie des Adelsgeschlechtes Wolkonski. Sein war der Geheimrat Michail Sergejewitsch Wolkonski (1832–1909), der mit Elisabeth Wolkonskaja (1838–1897) (aus der baltischen Linie der Wolkonskis) verheiratet war. Seine Brüder waren der Musikpädagoge Sergei Michailowitsch Wolkonski (1860–1937) und der zum katholischen Glauben konvertierte Alexander Michailowitsch Wolkonski, er ist der Enkel des Dekabristen Sergei Grigorjewitsch Wolkonski (1788–1865). W.M. Wolkonski heiratete Anna Nikolaevna Zvegintsova (1870–1950), Tochter des Geheimrats Nikolai Alexandrowitsch Zvegintsov. Sie hatten keine Nachkommen. Nach seinem Tod wurde Wolkonski auf dem russischen-orthodoxen Friedhof in Nizza beigesetzt.